# George Sutherland-Leveson-Gower (3e duc de Sutherland)
Pour les articles homonymes, voir George Sutherland-Leveson-Gower.
George Granville William Sutherland-Leveson-Gower (19 décembre 1828 – 22 septembre 1892), 3e duc de Sutherland, portant les titres de courtoisie de vicomte Trentham jusqu'en 1833, comte Gower en 1833 et marquis de Stafford entre 1833 et 1861, est un homme politique britannique.
Il est membre du Parlement pour Sutherland à partir de 1852 jusqu'à ce qu'il succède à son père comme duc en 1861. Le duc joue un rôle clé dans l'histoire des débuts du chemin de fer des Highlands, étant un membre du conseil fondateur des chemins de fer de Sutherland en Écosse. En 1864, il est l'hôte de Giuseppe Garibaldi.
Il meurt à Dunrobin Castle, et est inhumé le 29 septembre 1892 à Trentham dans le Staffordshire.

## Famille
George est le fils de George Sutherland-Leveson-Gower, 2e duc de Sutherland et de Lady Harriet Elizabeth Georgiana Howard.
Il épouse, en premières noces à Cliveden House dans le Buckinghamshire, Anne Hay-Mackenzie (1829-1888), qui devient comtesse de Cromartie en son propre droit en 1861. Ils ont cinq enfants :
- George Sutherland Granville Leveson-Gower (27 juillet 1850 – 5 juillet 1858) ;
- Cromartie Sutherland-Leveson-Gower (4e duc de Sutherland) (20 juillet 1851 – 27 juin 1913), 4e duc de Sutherland, succède à son père ;
- Francis Mackenzie (2e comte de Cromartie) (3 août 1852 – 24 novembre 1893), 2e comte de Cromartie, succède à sa mère ;
- Lady Florence Sutherland Leveson-Gower (17 avril 1855 – 10 octobre 1881), épouse Henry Chaplin (1er vicomte Chaplin) ;
- Lady Alexandra Sutherland Leveson-Gower (13 avril 1866 – 16 avril 1891), morte célibataire.

Sutherland épouse, en secondes noces, Mary Caroline Blair, née Michell, veuve du capitaine Arthur Blair Kindersley du 71e Highland Light Infantry (décédé dans un accident de chasse en 1883 près de Pitlochry) et fille du révérend Richard Mitchell. Ce mariage provoque un scandale parce qu'il a lieu moins de quatre mois après la mort de sa première femme.

## Sources
- (en) Cet article est partiellement ou en totalité issu de l’article de Wikipédia en anglais intitulé « George Sutherland-Leveson-Gower, 3rd Duke of Sutherland » (voir la liste des auteurs).